# Fibril·lació auricular
La fibril·lació auricular és una arrítmia cardíaca molt freqüent que cursa amb taquicàrdia.

## Diagnòstic per electrocardiograma
La fibril·lació auricular es caracteritza per presentar:
- Absència d'ones P.
- Línia de base vibrada (ones f).
- Complex QRS normal, però apareix en intervals de temps irregulars.
- Taquicàrdia de 150-160 batecs per minut.

## Complicacions
- Insuficiència cardíaca, deguda al mal funcionament del cor.
- Tromboembolisme pulmonar, ja que al no contreure's les aurícules és més fàcil que es formin trombes al seu interior.

## Factors desencadenants
- Augment de la mida de l'aurícula 
  - Valvulopaties, sobretot de la vàlvula mitral.
  - Cor pulmonale, perquè la hipertensió pulmonar provoca un augment de les aurícules.
  - Hipertensió arterial.
- Hipertiroïdisme: produeix taquicàrdia.
- Alcoholisme: pot produir una miocardiopatia dilatada.
- Hipertonia vagal

## Tractament

### Fibril·lació auricular aguda
- Cal frenar la freqüència cardíaca.
  - Blocadors beta: són la millor opció.
  - Digoxina: retarda el període refractari.
  - Blocadors dels canals de calci no dihidropiridínics (verapamil o diltiazem).
- Antiarítmics, per intentar revertir la fibril·lació.
  - Flecaïnida: quan no hi hagi cardiopatia de base.
  - Amiodarona: quan tingui una cardiopatia.
- Cardioversió elèctrica, quan el tractament farmacològic no té èxit o es vol recuperar el ritme sinusal immediatament.
  - Cal anticoagular el malalt abans de cardiovertir-lo.

### Fibril·lació auricular crònica
- Anticoagulació, habitualment, i sobretot quan hi ha criteris de risc (cardiopatia estructural, edat avançada i antecedents d'embòlia); rarament sols tractament antitrombòtic (àcid acetil salicílic).
- Frenar la freqüència cardíaca amb blocadors beta o digoxina.
- Ablació de la fibril·lació auricular: quirúrgicament s'intenta aïllar la zona que permet entrades elèctriques anòmales.